# Giacomo l'idealista
Giacomo l'idealista (en français : Jacques l'idéaliste) est un film italien réalisé par Alberto Lattuada  et sorti en 1943.

## Synopsis
En 1885, le professeur de philosophie, Giacomo Lanzavecchia, revient dans son village après la campagne de Garibaldi. Mais c’est une situation familiale désastreuse qu’il trouve : son vieux père est devenu alcoolique et l’entreprise familiale a fait faillite. Malgré lui il doit donc renoncer à ses rêves et à son mariage avec Celestina qu’il aime tant. Il trouve du travail dans la famille des comtes Magnenzio, et le vieux comte, érudit passionné, lui offre de plus l’hospitalité dans son château en même temps qu'à Celestina, si bien que les deux tourtereaux attendent avec confiance des temps meilleurs. Malheureusement, lorsque le petit-fils du comte Giacinto rentre chez lui pour quelques jours, il tombe immédiatement amoureux de Celestina et finit par la violer. Pour étouffer l’affaire, la comtesse éloigne la jeune femme.

## Fiche technique
- Titre du film : Giacomo l'idealista
- Réalisation : Alberto Lattuada
- Scénario : Emilio Cecchi, Aldo Buzzi, A. Lattuada d'après un roman homonyme d'Emilio De Marchi (it)
- Photographie : Carlo Nebiolo - Noir et blanc
- Musique : Felice Lattuada
- Décors : Fulvio Paoli
- Costumes : Gino Sensani
- Montage : Mario Bonotti
- Production : Carlo Ponti / Artisti Tecnici Associati (ATA)
- Pays d'origine :  Royaume d'Italie
- Durée : 90 minutes
- Sortie : 1er février 1943

## Distribution
- Massimo Serato : Giacomo Lanzavecchia
- Marina Berti : Celestina
- Andrea Checchi : Giacinto Magnenzio
- Tina Lattanzi : la comtesse Cristina Magnenzio
- Giacinto Molteni : le comte Magnenzio
- Giulio Tempesti : Don Lorenzo
- Domenico Viglione Borghese : le père de Giacomo
- Armando Migliari : Mangano
- Attilio Dottesio : Battistella, le frère de Giacomo
- Silvia Leandri : la sœur de Giacomo
- Roldano Lupi

## Commentaires
- Remarqué comme assistant de Mario Soldati (Le Mariage de minuit) et de Ferdinando Maria Poggioli (Sissignora) en 1941, Alberto Lattuada commence sa carrière de réalisateur avec l'adaptation d'une œuvre homonyme d'Emilio de Marchi (1851-1901), Giacomo l'idealista.
- Le film sorti en 1943 le classera, d'emblée, parmi les meilleurs représentants du mouvement calligraphique.
- Or, le choix de porter à l'écran le roman d'Emilio De Marchi « découle, chez le réalisateur, d'une vocation et presque, pourrait-on dire, de son sang même. De Marchi est un romancier dont le style a une plénitude charnelle toute lombarde et toute milanaise, et cette rencontre est certainement la réponse à un appel auquel n'ont pas été étrangères les intentions lyriques et pathétiques de Lattuada », affirme Antonio Pietrangeli[1].
- « [...] Je l'ai justement choisi parce qu'il était lombard. Le milieu m'intéressait et me donnait la possibilité de parler de quelque chose de personnel, ayant vécu à la campagne chez mon oncle, l'hiver, dans une ferme, avec certains types, certains personnages. J'ai réussi à trouver la saveur juste », dit effectivement Alberto Lattuada[2].
- Le réalisateur estime, quant à lui, le film comme globalement réussi : « d'abord parce que je me suis raccroché à des sensations enfantines de la campagne lombarde. Je crois que chaque fois [...] que je reviens dans mon aire, là où j'ai grandi, [...] je trouve des accents plus authentiques. [...] Ainsi, j'ai pu dire des choses qui m'appartenaient et ne pas cheminer seulement sur les fausses traces d'un roman. »[3]
- Filippo Maria De Sanctis peut, donc, écrire : « [...] Avec évidence, la présence d'un monde s'y manifeste, un monde qui se retrouvera, sous des aspects variables, dans presque toute l'œuvre de Lattuada. [...] Les mérites de Jacques l'idéaliste, en revanche, sont tous dans les détails. La vérité des milieux italiens (l'auberge avec ses chants en dialecte, les intérieurs de toutes les maisons, les personnages de second plan) saisit autant que celle de l'atmosphère, toujours recréée avec un sens subtil du lieu. »[4]
- Face à ces caractéristiques, ajoutées à d'autres « marques d'un ardent moralisme, empreint d'intérêt psychologique », qui contrastent avec « la banalité d'une iconographie dans le style XVIIIe siècle [...] force est bien de prendre le contre-pied du poncif critique qui prétend juger Giacomo l'idealista à l'aune du détail scénographique et photographique. [...] A qui s'en tient à ce calligraphisme, il est évidemment facile de s'appesantir sur le rôle des candélabres dans la composition de tels plans du film, ou de se perdre à suivre sur la neige le minuscule point noir de Célestine fuyant sa honte, dans une séquence célèbre. Et il aussi facile, ce faisant, d'oublier que ce film contient, en outre, le principal des prototypes de Lattuada : ce personnage humilié et offensé dont Sans pitié, Le Moulin du Pô, Le Manteau continueront de nous proposer les tourments »[5].
- Au sujet d'un prétendu formalisme entachant le film, Lattuada déclare, pour sa part : « C'était une espèce de justification de la part des courants disons réalistes mais cependant, ce qui compte davantage, c'est le contenu non fasciste du film. [...] Pour nous, c'était une façon de s'échapper dans les marges et de ne pas accepter la réalité de la vie politique du moment. [...] L'histoire de Giacomo l'idealista était désagréable pour le régime puisqu'il y était question de la religion catholique avec toute l'hypocrisie contenue dans cette situation. Le milieu était celui de la classe bourgeoise et de la petite noblesse de campagne qui séquestraient une jeune fille séduite dans leur maison ; ils l'envoyaient se cacher chez deux bigottes, deux vieilles tantes qui vivaient de mensonges et de compromis avec leur conscience. »[6]